# Nicky Little
Pour les articles homonymes, voir Little.

a Compétitions nationales et continentales officielles uniquement.

b Matchs officiels uniquement.
Nicky Tyrone Little, né le 13 septembre 1976 à Tokoroa (Île du Nord, Nouvelle-Zélande), est un joueur international fidjien de rugby à XV, jouant au poste de demi d'ouverture.
Il a joué avec l'équipe des Fidji entre 1996 et 2011. Il est le recordman du nombre de sélections (71) ainsi que du nombre de points marqués (670) avec l'équipe des Fidji.

## Biographie

### Carrière en club
Véritable globe-trotter du rugby mondial, Nicky Little a joué pour pas moins de 12 club professionnels dans 5 pays différents au cours d'une carrière étalée sur 19 années.

### Carrière internationale
Il a obtenu sa première cape internationale le 2 juillet 1996 à l'occasion d'un match contre l'équipe d'Afrique du Sud à Pretoria (Afrique du Sud), et sa dernière cape le 2 octobre 2011 contre l'équipe du pays de Galles à Hamilton (Nouvelle-Zélande).
Little a disputé les Coupes du monde 1999, 2003, 2007 et 2011 pour un total de 14 matchs (record national).

## Statistiques en équipe nationale
- 71 sélections (60 fois titulaire, 11 fois remplaçant)
- 670 points (2 essais, 117 transformations, 140 pénalités, 2 drops)
- Sélections par année : 6 en 1996, 4 en 1997, 4 en 1998, 11 en 1999, 6 en 2000, 8 en 2001, 6 en 2002, 8 en 2003, 7 en 2005, 3 en 2007, 2 en 2009, 6 en 2011

En Coupe du monde : 
- 1999 : 4 sélections (Namibie, Canada, France, Angleterre)
- 2003 : 4 sélections (France, États-Unis, Japon, Écosse)
- 2007 : 3 sélections (Japon, Canada, pays de Galles)
- 2011 : 3 sélections (Afrique du Sud, Samoa, pays de Galles)

## Palmarès

### En club
- Vainqueur de l'ITM Cup en 1997
- Finaliste du Challenge européen en 2002

### En équipe nationale
- Vainqueur du Tri-nations du Pacifique en 1998, 1999, 2002 et 2004
- Vainqueur du Challenge Armand Vaquerin en 2007
- Quart de finaliste de la Coupe du monde 2007

### Distinctions personnelles
- Recordman du nombre de sélections avec l'équipe des Fidji (71)
- Recordman du nombre de points marqués avec l'équipe des Fidji (670)
- Recordman du nombre de matchs en Coupe du monde avec l'équipe des Fidji (14)